# Sikelia
La Sikelia (in greco antico: Σικελία?) fu un thema dell'Impero bizantino.

## Storia
Nel 535 la Sicilia, occupata dagli Ostrogoti, fu conquistata dal generale bizantino Belisario ed entrò a far parte dell'Impero romano d'Oriente (convenzionalmente chiamato Impero bizantino dagli storici moderni). Dopo una provvisoria riconquista gota nel 549, si concluse da ultimo nel 555, con la definitiva conquista dei bizantini ad opera di Narsete.
Sotto l'amministrazione bizantina la Sicilia fu distaccata dalla Prefettura del pretorio d'Italia. La provincia romano-orientale di Sicilia, così come stabilito dalla Novella 75 del 537, era governata da un praetor che dipendeva direttamente dal quaestor sacri palatii, mentre l'esercito era comandato da un dux dipendente dal magister militum per Orientem. Quando, intorno al 584, con la riforma degli esarcati di Maurizio, la prefettura d'Italia fu riorganizzata in Esarcato, la Sicilia rimase una provincia indipendente dall'esarca di Ravenna. Tra il 663 e il 668 Costante II trasferì la propria corte a Siracusa. L'imperatore fu assassinato in una congiura nel 668, dopo la quale l'esercito proclamò imperatore Mecezio. La sua usurpazione durò meno di un anno. Infatti, una flotta giunse da Costantinopoli, truppe bizantine dall'Italia, dall'Africa e dalla Sardegna marciarono verso la Sicilia, espugnarono Siracusa e deposero nel 669 l'usurpatore; molti dei suoi ufficiali vennero mutilati e condotti in prigionia a Costantinopoli, dove giunse anche la testa dell'usurpatore, decapitato. Il figlio di Costante II, Costantino IV, assunse la corona imperiale. Secondo alcune fonti greche (Teofane Confessore, Zonara e Giorgio Monaco) quest'ultimo si sarebbe recato di persona in Sicilia per soffocare l'usurpazione, ma la storiografia moderna tende a rigettare questa versione dei fatti, sulla base del silenzio delle fonti latine e del fatto che la presenza dell'imperatore a Costantinopoli era necessaria a causa delle incursioni arabe in Anatolia.
Verso la fine del VII secolo la Sicilia diventò un thema sotto il regno di Giustiniano II Rinotmeto (685-695; 705-711). Il suo territorio comprendeva la Sicilia, il ducato di Calabria e, teoricamente, il ducato di Napoli; la capitale dove risiedeva lo strategos era Siracusa. Era suddiviso amministrativamente nella Provincia lilibetana e nella Provincia siracusana.
Quando Irene d'Atene divenne imperatrice reggente di Costantinopoli ed assunse il titolo di "Autocrate dei Romei", fu messa in atto una congiura per toglierle il trono, anche per via delle sue idee anti-iconoclaste.

### Indipendenza da Bisanzio
La rivolta scoppiò intorno al 780, a quanto pare appoggiata anche dagli iconoclasti, ma fallì e Irene punì i cinque cognati, fautori del colpo di Stato, costringendoli a farsi preti. Alla congiura partecipò anche lo strategos di Sicilia, Elpidio. Irene fece arrestare e torturare la famiglia di questi e, per arrestarlo, inviò nel 782 una grossa flotta al comando del patrizio Teodoro che, dopo diversi combattimenti, riuscì a recuperare la Sicilia; Elpidio si rifugiò in Africa, dove gli Arabi lo trattarono come se fosse basileus dei romei e addirittura lo avrebbero incoronato.
Vi fu una lunga guerra tra le due città fino a quando il thema di Sikelia si dichiarò indipendente da Bisanzio, con Eufemio di Messina, turmarca della flotta siculo-bizantina, che attorno all'823 a Siracusa si proclamò imperatore della Sikelia.
Questa indipendenza durerà di fatto fino a quando Eufemio fu scacciato da alcuni nobili locali bizantini. Allora chiese aiuto alla popolazione dei Berberi, presso cui si era rifugiato nell'ex possedimento bizantino di Ifriqiya. Nell'827 Eufemio tornò in Sicilia con una grande flotta di 70 navi comandata da Asad ibn al-Furat che sbarcò nei pressi di Mazara del Vallo. Tuttavia dovette presto rendersi conto che i capi arabi da liberatori si erano trasformati in conquistatori, tradendo gli accordi precedentemente intercorsi.
I Bizantini rimasero in possesso di Siracusa (fino all'878) e di poche altre città marittime.

### Ilthemadurante il X secolo
Nel X secolo Sikelia era il ventitreesimo thema su trentuno nell'Impero bizantino. Il capoluogo era Rometta. Lo strategos di questa regione non beneficiava di uno stipendio; il suo guadagno consisteva in una parte delle tasse pagate dal suo popolo. In quel tempo questo thema forniva molte unità di fanteria, molti arcieri ed alcuni dromoni.
Nel 902 (caduta di Taormina), all'impero di Bisanzio in Sicilia rimaneva solo Rometta, destinata a sua volta a cadere nel 965. Dal terzo decennio del secolo X non si parla più di thema di Sikelia, ormai completamente dominata dai Saraceni, bensì di thema di Calabria con capitale Reggio.

### Il tentativo di riconquista
Nel 1038 il generale bizantino Giorgio Maniace venne mandato dall'imperatore Michele IV il Paflagone a riconquistare la Sicilia strappandola al potere islamico, che cominciava a dare segni di uno stato in crisi. Maniace partì al comando delle truppe Bizantine, forte anche di molti esuli Longobardi, comandati da Arduino, e di una compagnia di Normanni comandati da Guglielmo Braccio di Ferro.
Partendo dalla base di Reggio Maniace nel 1038 varcò lo stretto, occupando Messina; quindi si diresse verso l'antica capitale dell'isola, Siracusa. Sarà l'unico condottiero che riuscirà, prima dei Normanni e seppur temporaneamente (sino probabilmente al 1043), a liberare la città aretusea dai musulmani. 
A testimonianza di questa impresa mandò le reliquie di Santa Lucia a Costantinopoli facendo costruire in città un fortilizio che fu poi ampliato e che ancora oggi porta il nome di Castello di Maniace.
Anche il trafugamento delle reliquie di Sant'Agata, avvenuta durante l'XI secolo, si verificò probabilmente durante la stessa spedizione. Una leggenda vuole che sia stato lo stesso generale bizantino a trafugare le reliquie della Santa di Catania e che, una volta partito, si sia trovato costretto a rientrare in porto a causa di una furiosa tempesta. La salma sarebbe stata custodita in una casetta in attesa che si placasse il maltempo.
Nel 1040 tra Randazzo e Troina Maniace sconfisse poi le truppe musulmane di Abdallah. Nei pressi del luogo della battaglia, verrà fondato il monastero di Santa Maria di Maniace. L'antico cenobio si trova oggi vicino al paese che porta appunto il suo nome, Maniace, in provincia di Catania, così battezzato successivamente in onore del generale bizantino.
Abdallah, pur sconfitto, riuscì a mettersi in salvo, forse per un errore di strategia di Stefano, che si rifiutò d'affrontarlo. Tuttavia, una serie di eventi funesti e di rivolte dell'esercito metteranno in crisi la spedizione che lasciata la Sicilia, dovrà ritirarsi sino in Puglia nel 1043 dove represse una rivolta e divenne imperatore bizantino. I themata in Italia furono lasciati sguarniti.

### La conquista normanna
Nel corpo di spedizione di Maniace aveva però militato il normanno Guglielmo Braccio di Ferro, così denominato per aver ucciso con una sola mano l'emiro di Siracusa, che, tornato tra i suoi parenti, riferì delle meraviglie dell'isola e della possibilità di farsene un dominio a scapito dei musulmani.
Fu così che, dopo la conquista della famiglia degli Altavilla di Puglia e Calabria, nel febbraio 1061 i Normanni di Roberto il Guiscardo e, sul campo, dal fratello Ruggero, sbarcarono a Calcara occupando Messina, per iniziare le operazioni di conquista dell'isola.